# Mesoleptus ambiguus
Mesoleptus ambiguus là một loài tò vò trong họ Ichneumonidae.